# Source Serif Pro
Source Serif Pro — семейство шрифтов c засечками, созданный Франком Грисхаммером для Adobe Systems. Это третья гарнитура с открытым исходным кодом от Adobe, распространяющаяся под лицензией SIL.
Шрифт вдохновлен формами Пьера-Симона Фурнье и дополняет дизайн гарнитуры Source Sans. Доступен в шести начертаниях: обычный, сверхсветлый, светлый, полужирный, жирный, чёрный).
Первая версия Source Serif Pro была выпущена в 2014 году. В версии 2.0 в 2017 году добавлено больше символов латинского алфавита, а также поддержка кириллицы и греческого алфавита. Курсивы для латиницы были добавлены в версии "2.007R-ro/1.007R-it" в 2018 году, а курсивы для кириллицы и греческого были добавлены в версии "3.000R" в 2019 году.

## Семейство шрифтов от Adobe с открытым исходным кодом
- Source Sans Pro — первый член семейства с открытым исходным кодом
- Source Code Pro — второй член семейства с открытым исходным кодом
- Source Serif Pro — третий разрабатываемый шрифт
- Source Han Sans — четвёртый шрифт, впервые включающий символы CJK